# Three Chords & the Truth
Three Chords & the Truth è il quarantunesimo album in studio del cantautore britannico Van Morrison, pubblicato nel 2019.

## Tracce
Testi e musiche di Van Morrison, eccetto dove indicato.
1. March Winds in February – 4:37
2. Fame Will Eat the Soul – 4:51
3. Dark Night of the Soul – 5:56
4. In Search of Grace – 3:41
5. Nobody in Charge – 4:12
6. You Don't Understand – 6:17
7. Read Between the Lines – 3:41
8. Does Love Conquer All? – 4:42
9. Early Days – 3:40
10. If We Wait for Mountains – 2:42 (Van Morrison, Don Black)
11. Up on Broadway – 6:23
12. Three Chords and the Truth – 5:00
13. Bags Under My Eyes – 4:05
14. Days Gone By – 7:43

## Formazione
- Van Morrison - chitarra acustica, chitarra elettrica, piano elettrico, sassofono, voce
- Dave Keary - chitarra elettrica, bazouki
- Jay Berliner - chitarra acustica
- David Hayes, Pete Hurley, Jeremy Brown - basso
- John Allair, Richard Dunn - organo Hammond
- Paul Moran - organo
- Teena Lyle - piano, percussioni
- Stuart McIlroy - piano
- Bobby Ruggiero, Colin Griffin - batteria
- Bill Medley - voce (in Fame Will Eat the Soul)